# Retssædvane
Retssædvane er en retskilde. Ved retssædvane forstås en handlemåde, som et samfunds medlemmer almindeligt, stadigt og længe har fulgt ud fra en overbevisning om at være retligt forpligtet eller berettiget. En retssædvane har samme rang som en lovtekst, selvom den aldrig er blevet opført som en gyldig retsakt.
Ved 'almindeligt' forstås, at alle eller næsten alle berørte borgere følger denne adfærd og ved 'stadigt' forstås, at reglen følges hver gang lejlighed gives. Ved 'længe' forstås at handlemåden som udgangspunkt skal være fulgt i en årrække. I retspraksis antages den årrække at være mindst 20 år. Dog kan der også i sjældne tilfælde opstå en ny retssædvane over meget kort tid.

## Forfatningsretlige retssædvaner
Der er opstået en retssædvane, der (tilsyneladende) ændrer Grundloven § 46, stk. 2, som vedrører Finansudvalgets samtykke til en udgift (eller mangel på samtykke).
Der findes tre typer af retssædvaner på grundlovsniveau: den første type retssædvaner ændrer Grundloven; den anden type fortolker Grundloven; mens den tredje type retssædvaner supplerer Grundloven. Den første type er på samme niveau som Grundloven i den retlige trinfølge. Mens den tredje type er på samme niveau som almindelige love; blandt love, som supplerer Grundloven findes ministeransvarlighedsloven og folketingsvalgloven samt retsplejeloven.
Foruden den allerede nævnte retssædvane, der ændrer Grundloven § 46, stk. 2, så findes der en retssædvane, som er i strid med Grundloven § 17, stk. 2. Som en tredje retssædvane findes endelighedsbestemmelse, som lovgiver kan knytte til en lov; en endelighedsbestemmelse afskærer muligheden for at få prøvet en forvaltningsafgørelses lovlighed ved en domstol. Muligheden for vedtage en endelighedsbestemmelse udgør en retssædvane, som strider mod Grundloven § 63.
Derimod strider nødret ikke mod Grundloven (se Grundloven § 23 og § 27).

## Forvaltningsretlige retssædvaner
En forvaltningsretlig retssædvane gælder på lovs niveau i den retlige trinfølge.
Ifølge en retssædvane gælder der som hovedregel adgang til at klage over en forvaltningsmyndigheds afgørelse til en højere myndighed endda uden lovhjemmel; men der findes en lang række undtagelser fra denne hovedregel især efter kommunalreformen i 2007.
Det følger af retssædvane, at der er adgang til administrativ rekurs ved at klage over en forvaltningsmyndigheds afgørelse til en højere myndighed og i sidste instans til ministeren.
Ifølge en retssædvane skal en afgørelse kundgøres for adressaten for at få retsvirkninger.

## En tredje type retssædvane
Et eksempel på en retssædvane kan findes i dommen U1958.1275 Ø (og U1988.352 H), hvor man på Dyrehavsbakken havde opkrævet afgifter fra teltholderne over en længere periode. En teltholder anlagde sag pga. afgiftsopkræveren, fordi man ikke havde direkte hjemmel i loven til at opkræve afgiften. Grundlovens § 43 siger ellers, at ”ingen skat kan pålægges uden ifølge lov” og med "skat forstås afgifter, gebyr mv. På Dyrehavsbakken havde man imidlertid opkrævet disse afgifter i mange år ud fra den overbevisning, at dette var berettiget, og hvilket ikke var blevet bestridt. Her har man altså en praksis/handlemåde, man har fulgt almindeligt, stadigt og længe, og denne praksis udgjorde tilstrækkelig hjemmel til opkrævning af afgifter, selvom dette ikke stod opført i nogen lov. Det er hovedreglen, at denne type retssædvane gælder på lovs niveau; retssædvane må ikke stride mod en lov; endvidere kan en ny lov ophæve en retssædvane.
Det følger af dommen U.1983.453 Ø, at der en retssædvane; ifølge retssædvanen skal morarenter til realkreditinstitutter behandles ligesom almindelige renter; så disse morarenter har "prioritet på realkreditpantebrevets plads i prioriteringsordenen."

## Retssædvane ifølgeDen Store Danske
Den Store Danske Encyklopædi definerer retssædvane som:
En "handlemåde, der har været fulgt almindeligt og uafbrudt i lang tid ud fra den overbevisning, at man er forpligtet til det. En retssædvane tillægges betydning som retskilde ved domstolenes afgørelser af spørgsmål, der ikke er lovreguleret (praeter legem), men sjældent i tilfælde, hvor der er en lovregel, som retssædvanen strider med (contra legem)."

## Retssædvane ifølgeJuridisk Ordbog
Juridisk Ordbog definerer retssædvane sådan:
"En handlemåde, som et samfunds medlemmer almindeligt stadigt og længe har fulgt i den overbevisning, at man var retligt forpligtet hertil (ex optinione obligationis). Sædvanen siges at almindeligt at gælde præter legem, men ikke contra legem, dvs. ved siden af loven, hvor den tier, men ikke i strid med loven. Ubetinget gælder dette dog ikke; der foreligger da en derogatorisk retssædvane (usuel fortolkning). Grænsen mellem en egentlig retssædvane og faktisk skik og brug er ofte vanskelig at drage (handelsbrug og god skik). Sædvaneret og praksis lader sig næppe adskille som retskilde. En sædvane, der strider mod, hvad der findes ret og rimeligt, vil ikke blive anerkendt som en retssædvane."
Med denne uddybende sætning tydeliggør Juridisk Ordbog, at er forskel på begreberne sædvane og retssædvane: "en sædvane, der opfylder betingelserne for at udgøre en retssædvane (...)".

## Juraens verdenskriver om sædvaner i dansk ret og folkeret
Bogen Juraens verden skriver: "Tidligere spillede sædvaner en stor rolle, men med den meget tætte regulering, vi har i dagens Danmark, spiller sædvaner stort set ingen rolle som selvstændig retskilde. Principielt er sædvane dog fortsat en retskilde, og man skal være opmærksom på, at det kan have betydning, hvordan der sædvanligvis handles på et område. Inden for det, der kaldes folkeretten – groft sagt forholdet mellem stater – spiller sædvane dog fortsat en stor rolle som relevant retskilde."